# Меерович, Эдуард Александрович
Эдуард Александрович Меерович — советский учёный в области теоретической электротехники, доктор технических наук, профессор, лауреат премии имени П. Н. Яблочкова АН СССР.

## Биография
Родился в начале января 1907 года (по старому стилю — в 1906 г.).
Окончил электропромышленный факультет МИНХ (1929), работал на испытательной станции Московского трансформаторного завода (занимался исследованием полей рассеяния и потерь в мощных трансформаторах).
С 1931 года преподаватель Московского электротехнического института связи.
С 1934 года в Энергетическом институте АН СССР (ЭНИН) им. Кржижановского: научный сотрудник, заведующий лабораторией теоретической электротехники.
Доктор технических наук (1942), профессор (1946).
Научные работы связаны с расчётами электромагнитных полей, процессов в линиях с продольной ёмкостной компенсацией с применением рядов Фурье, с исследованием электротепловых полей, магнитных полей и электродинамических сил в зоне расплава мощных электролизеров алюминия.
Предложил схему измерителя постоянного тока до сотен килоампер. Руководил разработкой системы безинерционного измерения токов в линиях ультравысокого напряжения.
Развил метод электромагнитных отображений в применении к широкому классу задач, включая задачи расчёта ферромагнитных экранов.
С 1977 г. на пенсии.
Умер в 1987 году в Москве.
Лауреат премии имени Яблочкова АН СССР (1983, вместе с К. М. Чальян — за серию работ «Математическая модель для расчета электромагнитных режимов пофазно-экранированных токопроводов от современных сверхмощных генераторов») и премии Президиума АН СССР.

## Сочинения
- Э. А. Меерович, М. Ф. Дограмаджи, С. Э. Гефтер и др. Магнитное поле и электродинамические силы в зоне расплава мощных электролизеров алюминия [Текст] / [Акад. наук СССР]. Энергет. ин-т им. Г. М. Кржижановского ; Под общ. ред. проф. д-ра техн. наук Э. А. Мееровича. — Москва : Изд-во Акад. наук СССР, 1962. — 123 с. : ил.; 22 см.
- Методы релятивистской электродинамики в электротехнике [Текст]. — Москва ; Ленинград : Энергия, 1966. — 190 с. : черт.; 21 см.
- Методы релятивистской электродинамики в электротехнике и электрофизике / Э. А. Меерович, Б. Э. Мейерович. — М. : Энергоатомиздат, 1987. — 230,[1] с. : ил.; 22 см.

Сын — Мейерович, Борис Эдуардович (род. 1943) — российский физик.
Второй сын - Александр Эдуардович